# 뉴스워치
《뉴스워치》는 평일 오후 4시 30분에 방송되는 연합뉴스TV의 저녁 뉴스 프로그램이다.

## 경쟁 뉴스 프로그램
- 사사건건, KBS 뉴스 5 (KBS 1TV)
- MBC 5시 뉴스와 경제 (MBC TV)
- SBS 오 뉴스 (SBS TV)
- OBS 뉴스 경인 530 (OBS 경인TV)
- 오대영 라이브 (JTBC)
- MBN 뉴스와이드 (MBN)
- 채널A 뉴스 TOP 10 (채널A)
- 시사쇼 정치다 (TV조선)
- YTN 뉴스ON (YTN)